# Plagiári (ort i Grekland, Nomós Thessaloníkis)
Plagiári (Plagiari) är en ort i Grekland.   Den ligger i prefekturen Nomós Thessaloníkis och regionen Mellersta Makedonien, i den nordöstra delen av landet, 280 km norr om huvudstaden Aten. Plagiári ligger 139 meter över havet och antalet invånare är 5 392.
Terrängen runt Plagiári är huvudsakligen platt, men österut är den kuperad.Runt Plagiári är det ganska tätbefolkat, med 78 invånare per kvadratkilometer. Närmaste större samhälle är Thessaloníki, 19,1 km norr om Plagiári. Trakten runt Plagiári består till största delen av jordbruksmark.